# Коста Ганджов
Коста Марков Ганджов, известен като Коджабашията, е български учител и революционер, деец на Вътрешната македоно-одринска революционна организация.

## Биография
Роден е в 1868 година в разложкото село Бачево, тогава в Османската империя. Учи в Бачево и Банско, след което става учител - в Бачево (1885 - 1894), в Елешница (1895 - 1896) и отново в Бачево (1896 - 1900). Влиза във ВМОРО и развива активна революционна дейност. В 1903 година взима участие в Илинденско-Преображенското въстание. В 1904 година учителства в Якоруда. Става кмет (коджабашия) на Бачево, на който пост остава до смъртта си в 1912. Председател е на бачевския комитет на ВМОРО от 1904 до разпускането му след Младотурската революция в 1908 година. Убит е от турци в местността Лисине край Бачево през август 1912 година.